# Nephrotoma effrena
Nephrotoma effrena är en tvåvingeart som beskrevs av Alexander 1936. Nephrotoma effrena ingår i släktet Nephrotoma och familjen storharkrankar. Inga underarter finns listade i Catalogue of Life.